# St. Marien (Reusch)

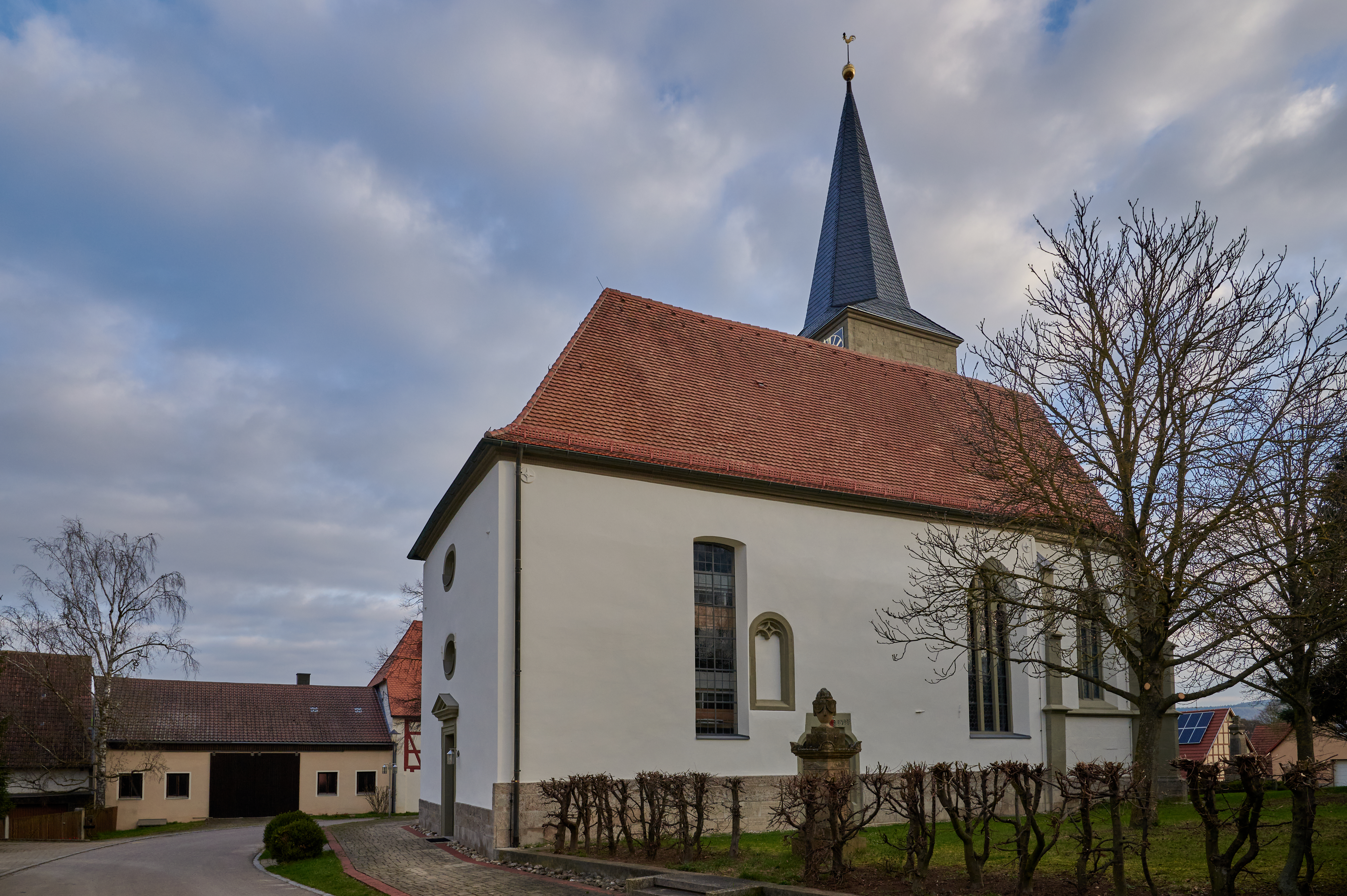
St. Marien (Reusch)

Die denkmalgeschützte, evangelisch-lutherische Filialkirche St. Marien steht in Reusch, einem Gemeindeteil der Gemeinde Weigenheim im Landkreis Neustadt an der Aisch-Bad Windsheim (Mittelfranken, Bayern). Die Kirche ist unter der Denkmalnummer D-5-75-179-21 als Baudenkmal in der Bayerischen Denkmalliste eingetragen. Die Kirche gehört zur Pfarrei Weigenheim im
Dekanat Uffenheim im Kirchenkreis Ansbach-Würzburg der Evangelisch-Lutherischen Kirche in Bayern.

## Beschreibung
Die Saalkirche wurde 1491–1511 erbaut. Sie besteht aus einem verputzten Langhaus, das nach einem Einsturz 1700/01 wieder aufgebaut wurde, einem eingezogenen, mit Strebepfeilern gestützter Chor mit 5/8-Schluss und einem viergeschossigen Chorflankenturm aus Quadermauerwerk an dessen Nordwand, dessen Obergeschoss, das die Turmuhr und den Glockenstuhl beherbergt, und der achtseitige, schiefergedeckte Knickhelm 1948 erneuert wurden. An der Nordseite des Langhauses wurde im 18. Jahrhundert ein sechseckiger Treppenturm aus Holzfachwerk angebaut, der mit einer Glockenhaube bedeckt ist. Der Innenraum des Chors ist mit einem Netzgewölbe überspannt, der des Langhauses, der mit umlaufenden Emporen ausgestattet ist, mit einer stuckierten Flachdecke. Zur Kirchenausstattung gehört ein 1490–1500 gebauter Flügelaltar. Im Altarretabel befinden sich lebensgroße Statuen der Maria, des Petrus und des Paulus.

## Orgel
Die Orgel mit 12 Registern auf zwei Manualen und Pedal wurde 1981 von Günter Ismayr gebaut. Beim Bau wurde auf dem Kirchenspeicher Gehäuseteile eines Vorgängerinstruments aus dem Jahr 1823 entdeckt und für den Prospekt wiederverwendet. Die Disposition lautet:
| I. Manual C–g3 |       |
| Rohrflöte      | 8′    |
| Prinzipal      | 4′    |
| Schwiegel      | 2′    |
| Mixtur IV      | 1 ⁄3′ |

| II. Manual C–g3 |       |
| Gedeckt         | 8′    |
| Gemshorn        | 4′    |
| Nasard          | 2 ⁄3′ |
| Oktav           | 2′    |
| Sifflöte        | 1′    |
| Zimbel II       | 1⁄2′  |
| Tremulant       |       |

| Pedal C–f1 |       |
| Subbaß     | 16′   |
| Choralbaß  | 4′+2′ |

- Koppeln: II/I, I/P, II/P
- Bemerkungen: Schleifladen, mechanische Spiel- und Registertraktur